# Philippe Le Jeune
Philippe Le Jeune (Ukkel, 15 juni 1960) is een Belgische springruiter. Op 9 oktober 2010 werd hij op de Wereldruiterspelen in de Verenigde Staten wereldkampioen springen met zijn paard Vigo d'Arsouilles. Daarmee volgde hij zijn landgenoot Jos Lansink op, die vier jaar eerder de titel had verover in Aken, Duitsland.

## Biografie
Philippe Le Jeune werd geboren in Ukkel, België, op 15 juni 1960 en startte met paardrijden (op een pony) op zijn zevende. Op zijn twaalfde kreeg hij zijn eerste paard en nam hij deel aan een nationale wedstrijd, waar hij vierde werd. Op de leeftijd van vijftien werd hij tiende in de finale van de Botte d'Or in Brussel met Gentleman Jim. Hierop besloot hij zich volledig op de paardensport te richten. Met zijn coach Eric Wauters neemt hij deel aan verschillende internationale concours, zoals het Europees kampioenschap en de Botte d'Or. In 1982 nam hij voor het eerst namens België deel aan de Nations Cup, in Rome, met Starlight. Later dat jaar wint hij de Jumping van Brussel. en de Nations Cup van Rotterdam. In 1983 ging hij te leer bij Nelson Pessoa. In datzelfde jaar wint hij het Belgisch kampioenschap met Faon Rouge, wordt hij vijfde in de Grand Prix van de Jumping van Brussel en derde in de Grand Prix van Bordeaux. Vanaf 1986 woont hij drie jaar in Zwitserland, waar hij Mr Robiani berijdt. Zijn volgende paard is Nistria, waarmee hij grote successen boekt. Zo wint hij onder andere zijn eerste World Cup, in Antwerpen.
Zijn grootste succes scoort hij in 2010. Op de Wereldruiterspelen in het Amerikaanse Lexington wordt hij wereldkampioen springen. Na de voorrondes stond Le Jeune tweede, achter Olympisch kampioen Eric Lamaze. In de finale, waarin de vier deelnemers het parcours moeten afleggen op hun eigen paard en op dat van de tegenstanders, bleef Le Jeune als enige foutloos. Hij volgde zijn landgenoot Jos Lansink op. Naast de individuele wereldtitel haalde hij ook brons in de landencompetitie met de Belgische equipe.
Eind 2010 werd hem de Nationale trofee voor sportverdienste toegekend.